# Pane e zolfo
Pane e zolfo è un cortometraggio documentario diretto dal regista italiano Gillo Pontecorvo.

## Contenuto
Il cortometraggio documenta la vita nelle miniere di zolfo delle Marche negli anni Cinquanta e la dura lotta sindacale che i lavoratori della miniera di zolfo di Cabernardi di Sassoferrato (AN) hanno intrapreso contro la decisione di chiusura da parte della Montecatini, proprietaria dell'impianto.
La lotta è culminata il 28 maggio 1952 con l'occupazione dell'impianto durata 40 giorni. 176 minatori (i sepolti vivi) si barricarono all'interno della miniera sotterranea al 13º livello (circa 500 metri di profondità).
Il filmato contiene alcune interviste ai minatori e ai loro familiari, le voci furono doppiate con un unico accento spiccatamente romagnolo, perché si tratta del dialetto parlato in una delle due miniere, quella di Perticara di Novafeltria (Pesaro e Urbino oggi Rimini) e il sonoro originale non è più reperibile. Questo sarebbe potuto essere un importante documento storico circa il dialetto di Cabernardi che era il risultato di una mescolanza dei diversi dialetti dei minatori provenienti da molte regioni italiane.
Una rara copia di questo filmato è conservata presso il Museo della miniera di zolfo di Cabernardi.